# ビル・ヤンクロウ
ウィリアム・ジョン・ヤンクロウ(ジャンクロウ、ジャンクロー、英語: William John Janklow [ˈdʒæŋkloʊ], 1939年9月13日 - 2012年1月12日)は、アメリカ合衆国の政治家。所属政党は共和党。第27・30代サウスダコタ州知事を務めた後、2003年から連邦下院議員に就任したが、任期途中に起こした自動車事故で有罪となり、議員辞職に追い込まれた。

## 経歴・人物
ビル・ヤンクロウはイリノイ州シカゴで生まれた。ヤンクロウが10歳の時、父親はニュルンベルク裁判で検察官としての赴任中に心臓発作で亡くなった。その後、母親の故郷であるサウスダコタ州ムーディ郡フランドローに移った。高校中退後、アメリカ海兵隊に入隊し、東南アジアで任務についた。退役後にサウスダコタ大学に入学し、経営管理の学士号を取得した。その後、同大ロースクールで法学博士を取得すると、ローズバッド・インディアン居留地でリーガル・サービス・コーポレーションの弁護士として働き始めた。1974年、サウスダコタ州の州検事総長の選挙に共和党から出馬。アメリカ先住民女性によるレイプ告発スキャンダル（後述）が発生したが、当選を果たし、1期4年の任期を務めた。任期中はサウスダコタ対オッパーマン事件やサウスダコタ州対スー族訴訟などの対処を行った。
1978年の知事選に当選した。知事時代は州内の鉄道網の整備やクレジットカードの普及 に寄与した。2期8年を務めたあと、州法の規定によって知事選への出馬ができなくなったため、1986年選挙では連邦上院議員選挙に出馬するも、共和党予備選で現職のジェイムズ・アブドナーに敗れた。その後、1994年に再び知事選に出馬。共和党予備選で現職知事のウォルター・ミラーを破り、そのまま総選挙でも当選を果たして政界復帰した。2002年に連邦下院議員選挙に出馬し、民主党のステファニー・サンドリンを破って当選を果たしたが、後述の交通事故で有罪判決を受け、下院議員を辞任した。政界引退後は弁護士として活動していたが、2011年11月に記者会見で末期の脳腫瘍であることを公表し、翌年の1月12日にスーフォールズのホスピスで亡くなった。

## スキャンダル

### レイプ事件
1974年、州検事総長選挙の1ヶ月前、アメリカ先住民（ラコタ族）女性のジャンシータ・イーグル・ディア（Jancita Eagle Deer）は、弁護士のラリー・レーベンタールと先住民運動家のデニス・バンクスを通じて、ヤンクロウが部族法廷での職務につけないように弁護士資格を剥奪する請願書を提出した。バンクスによると、イーグル・ディア（当時15歳）は法定後見人でもあるヤンクロウの家でベビーシッターとして働いていたが、1967年1月13日にヤンクロウによってレイプされたとされる。イーグル・ディアは自分が通うローズバッド・ボーディング・スクールの校長に相談し、事件が発覚した。当時、居留地の法執行を担当していたインディアン事務局は、このレイプ事件の警察の捜査資料をサウスダコタ州アバディーンの事務所に送り、ローズバッド・スー族裁判所から遠ざけたと言われている。ローズバッド・インディアン居留地の部族裁判所のマリオ・ゴンザレス判事は、イーグル・ディアの申し立てを認め、ヤンクロウからローズバッド居留地での弁護士資格を剥奪した。部族裁判所はヤンクロウに対して軽犯罪者逮捕状を発行したものの、実際に逮捕はされなかった。ヤンクロウはレイプ事件に関連するすべての疑惑を否定し、刑事告訴はされていない。また、1975年にヤンクロウが法律扶助委員会の委員として指名される前に、FBIがレイプ疑惑について調査を行なったが、事件を立証するに十分な証拠がないと結論づけられている。
1975年4月、イーグル・ディアは交通事故にあい死去。彼女の死後、ジャンシータの継母のデルフィン・イーグル・ディアが弁護活動を行っていたたが、娘の事故から約9ヵ月後の1976年に殺害された。なお、デルフィンはアメリカインディアン運動の活動家でウンデット・ニーの虐殺に関わったレオナルド・クロウドッグの妹であった。

### 交通事故
2003年8月16日、ヤンクロウは自動車を運転中、サウスダコタ州トレント近郊の交差点でオートバイと接触した。オートバイに乗っていたランディ・スコットはバイクから投げ出されて即死した。ヤンクロウも手を骨折し、脳に出血が見られるなど怪我を負い、運転していたも事故現場から300フィート先の畑の標識に衝突した。その後の調査の結果、事故当時ヤンクロウは時速55マイルのゾーンを時速70マイル以上で走行しており、一時停止の標識を無視して交差点に侵入していたことが判明した。8月29日に罪状認否が行われ、ヤンクロウは事故について「これ以上ないほど残念だ」と述べている。2月1日に始まった公判でヤンクロウ側の弁護人は、事故当時ヤンクロウはインスリン注射が原因で低血糖症の発作を起こしており、精神錯乱状態にあったと主張した。ヤンクロウ自身も、事故当日の朝にインスリン注射を打ち、その日はずっと何も食べていなかったと証言した。公判で証人となった医療関係者は、ヤンクロウの行動は低血糖症を引き起こす可能性はあると述べている。
事故の裁判が行われたムーディー郡フランドローはヤンクロウの地元であり、公判の陪審員の選定は慎重に行われたものの、その選考過程で多くの辞退者が出た。また、検察側からは過去の運転記録の裁判ではほとんど提出されなかったが、州のハイウェイ・パトロールの管理者は、ヤンクロウが知事在任中に16回の交通違反の取り締まりを受けたが、「彼の権威に対する敬意」と「報復に対する恐れ」の両方から切符を切られなかったと報告している。また、1990年から1994年にかけてヤンクロウは12回のスピード違反をしており、罰金は合計1000ドルだった。ある警察官は、地方の道路を走行中に時速80マイルを超えるスピードを出していたヤンクロウに対して、交通違反切符を切らずに警告書の発行にとどめたと公判で証言した。2003年12月8日、ヤンクロウはムーディー郡の陪審員によって、重罪である過失致死罪と、軽罪であるスピード違反、一時停止標識違反、無謀運転の罪で有罪判決を受けた。その後、2004年1月20日付で下院議員を辞職した。1月22日、ヤンクロウは100日間の懲役刑を言い渡され、翌月には刑務所外での社会奉仕活動を開始した。そして、2004年5月17日に釈放された。スコットの遺族はヤンクロウに損害賠償を求めたが、裁判所は当時ヤンクロウが公務中であったことから、連邦不法行為請求法に基づいて損害賠償をヤンクロウ個人に請求すべきではないと判断し、アメリカ合衆国政府が100万ドルの補償和解金を支払うことが適切であるとの見方を示した。2006年7月にスコットの遺族は政府に対して2,500万ドルを請求する訴訟を起こしたが、2008年5月14日になって結局100万ドルの補償金を支払うことで決着した。